# Hystrichonychus sidae
Hystrichonychus sidae är en spindeldjursart som beskrevs av Pritchard och Baker 1955. Hystrichonychus sidae ingår i släktet Hystrichonychus och familjen Tetranychidae. Inga underarter finns listade i Catalogue of Life.